# Huelga maderera en el norte de Minnesota de 1916-1917
La huelga maderera del norte de Minnesota de 1916-1917 fue una huelga laboral que involucró a varios miles de trabajadores de aserraderos y leñadores en la parte norte del estado estadounidense de Minnesota, principalmente a lo largo de la Cordillera Mesabi. Los trabajadores madereros estaban organizados por Industrial Workers of the World (IWW) y trabajaban principalmente para Virginia and Rainy Lake Lumber Company, cuya planta de aserradero estaba ubicada en Virginia, Minnesota. También participaron otros leñadores y trabajadores de fábricas de la International Lumber Company. La huelga comenzó con los trabajadores de las fábricas de Virginia y Rainy Lake el 28 de diciembre de 1916, y entre los leñadores el 1 de enero de 1917. La huelga duró poco más de un mes antes de que el sindicato la cancelara oficialmente el 1 de febrero de 1917. Aunque la huelga fracasó a finales de enero y provocó muchos arrestos y la supresión del sindicato local del IWW en la región, el sindicato reclamó una victoria parcial, ya que las empresas madereras implementaron algunas mejoras en las condiciones laborales de los leñadores.
Las raíces de esta huelga surgieron de una huelga anterior que involucró a los mineros en Mesabi Range y que terminó con una victoria parcial para los trabajadores. Durante esta huelga, la IWW participó y estableció un sindicato local en la región llamado Sindicato Industrial de Trabajadores de Minas Metálicas n.º 490, que tenía su sede en Virginia. Tras el fin de la huelga de los mineros, el Local 490 comenzó a organizar a los trabajadores madereros de la región. En ese momento, Virginia and Rainy Lake Lumber Company operaba el aserradero de pino blanco más grande del mundo en Virginia, que empleaba a alrededor de 1200 trabajadores y tenía aproximadamente 2000 leñadores en su nómina en un momento dado. Hasta finales de 1916, el Local 490 continuó organizando a estos trabajadores, trabajando junto con la Organización de Trabajadores Agrícolas n.º 400, un subgrupo de la IWW que había estado tratando de organizar a los leñadores de la región durante el año pasado. En diciembre de 1916, más individuos militantes dentro del sindicato convocaron una huelga contra la empresa, aunque los altos mandos del IWW, como el Secretario-Tesorero General Bill Haywood, desconfiaban de esto, pensando que no había habido tiempo suficiente para planificar y organizar adecuadamente una huelga exitosa. huelga. No obstante, el 24 de diciembre de 1916, alrededor de 700 trabajadores se reunieron para crear una lista de demandas tanto para los trabajadores del molino como para los leñadores que incluían jornadas laborales reducidas, salarios más altos, mejores condiciones laborales y cambios en los horarios. En la mañana del 28 de diciembre, cuando la empresa se negó a implementar estos cambios, hasta 1000 trabajadores, que representaban la mayoría de los 1200 trabajadores de la fábrica, se declararon en huelga y comenzaron a formar piquetes fuera de la planta. Al mismo tiempo, se enviaron mensajeros a los campamentos madereros de toda la zona para convencer a los leñadores de que hicieran huelga, y más de 2000 lo hicieron entre el 1 y el 2 de enero.
En sus primeros días, la huelga logró cerrar parcialmente la planta de Virginia y Rainy Lake y varios campamentos madereros en la región, mientras que un aserradero propiedad de International Lumber Company en International Falls también se vio afectado por una huelga. Sin embargo, desde el principio, la dirección maderera comenzó a trabajar con las autoridades locales y los funcionarios públicos para romper la huelga. Se trajeron esquiroles de otras áreas del estado, mientras que la policía arrestó a docenas de huelguistas y líderes del IWW por cargos cuestionables. Además, muchos municipios locales comenzaron a promulgar leyes que prohibían directamente a la IWW en sus jurisdicciones, y sus miembros enfrentaban la expulsión o el encarcelamiento. A mediados de enero, muchos de los líderes locales del IWW habían sido arrestados, mientras que los leñadores en huelga comenzaron a abandonar la huelga. Con la ayuda de los alguaciles suplentes que actuaban en nombre de las empresas, muchos campamentos madereros comenzaron a reanudar sus operaciones una semana después de las huelgas iniciales de los leñadores, y muchos trabajadores de las fábricas comenzaron a regresar a trabajar debido a los bajos salarios de huelga. Finalmente, el 1 de febrero, los dirigentes restantes del Local 490 se reunieron en Duluth y declararon terminada la huelga.
La IWW pudo reclamar una victoria parcial en la huelga, ya que las empresas madereras instituyeron algunos cambios para abordar las malas condiciones laborales y los bajos salarios de los leñadores. Sin embargo, la huelga había dañado gravemente la presencia del Local 490 en Mesabi Range, y aunque la IWW había planeado lanzar otra campaña de organización en el área, la participación de Estados Unidos en la Primera Guerra Mundial y la consiguiente supresión de la IWW por parte de los gobiernos estatales y federales perjudicaron a estos planes. En 1917, Minnesota promulgó una ley de sindicalismo criminal dirigida en parte contra la IWW, y en septiembre de ese año, un individuo de la IWW en Minnesota se convirtió en la primera persona en los Estados Unidos en ser condenada en virtud de dicha ley. Durante las décadas de 1920 y 1930, los esfuerzos de organización entre los trabajadores madereros de la zona serían asumidos por los sindicatos afiliados a la Federación Estadounidense del Trabajo y el Comité de Organización Industrial. Al analizar la huelga en un artículo de 1971, el historiador John E. Haynes dijo: «La resolución de esa huelga ayudó a redefinir los límites de la disidencia política y económica permisible en Minnesota, prácticamente borró el espectro de una fuerte influencia de la IWW en la zona de hierro y sirvió como un precedente para el trato estatal a los disidentes durante la Primera Guerra Mundial».

## Antecedentes

### Huelga de mineros en la Cordillera de Mesabi

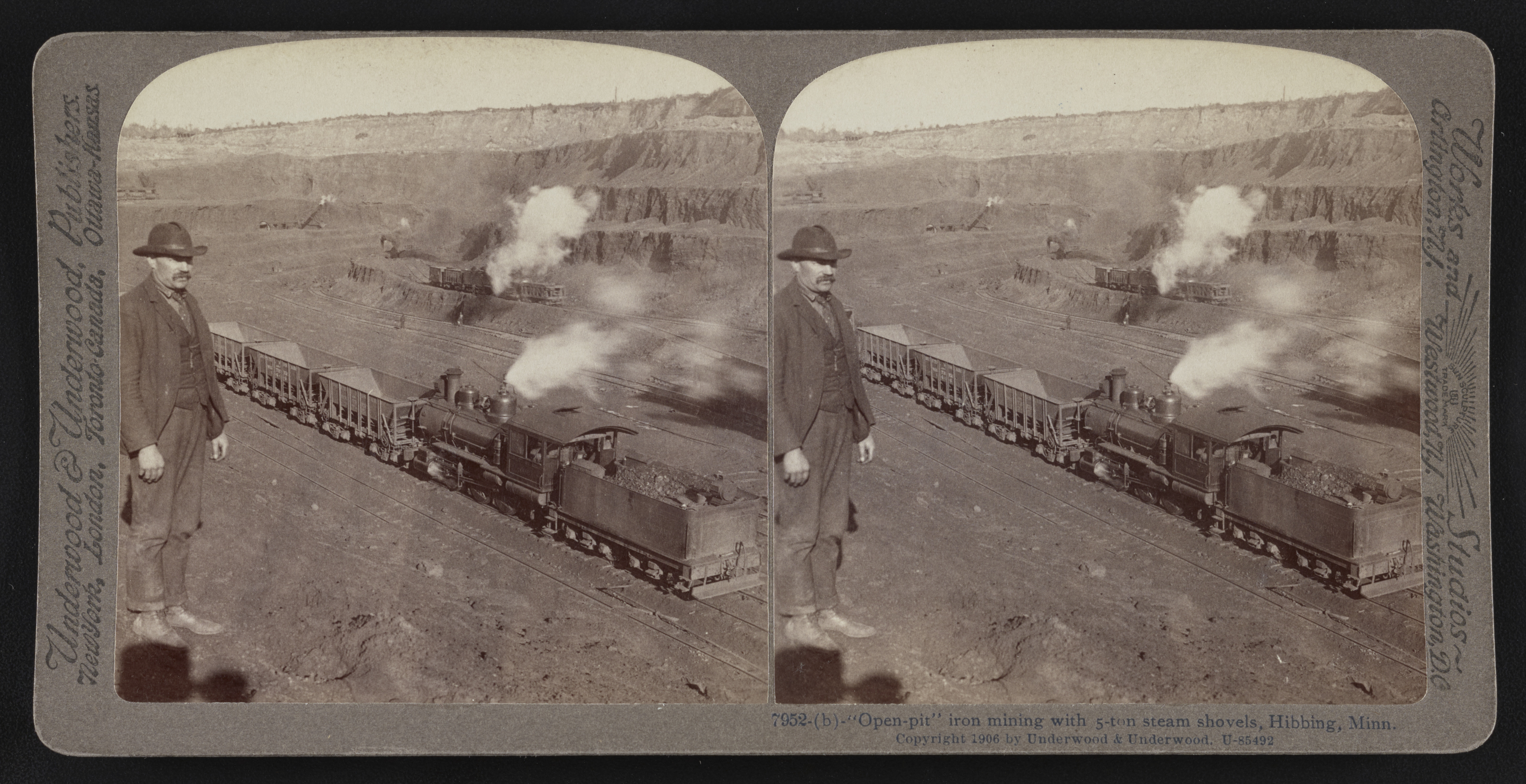
Mina a cielo abierto en la Cordillera de Mesabi, c. 1906.

A mediados de 1916, los mineros de la Cordillera de Mesabi, en el norte de Minnesota, lanzaron una huelga laboral espontánea. La cordillera, situada a unas 75 millas (120,7 km) al norte de la ciudad de Duluth, era una importante región minera de mineral de hierro y parte de la Cordillera de Hierro más grande. Esta huelga comenzó con una abandono laboral encabezada por Joe Greeni, un inmigrante checo, el 2 de junio, y en su punto máximo involucró a varios miles de mineros, principalmente inmigrantes. El conflicto laboral duró varios meses, pero en septiembre, con los fondos para la huelga agotándose, numerosos casos de enfrentamientos violentos entre huelguistas y funcionarios encargados de hacer cumplir la ley y muchos de los líderes de la huelga encarcelados, los mineros comenzaron a regresar al trabajo y la huelga terminó oficialmente. el 17 de septiembre. A pesar de que la huelga terminó sin un contrato laboral vigente entre los mineros y las empresas mineras en el campo, muchas de las empresas comenzaron a instituir cambios para abordar las causas de la huelga, como un aumento salarial y una jornada laboral de ocho horas.

### Presencia de IWW en el norte de Minnesota
Durante la huelga, los organizadores sindicales de Industrial Workers of the World (IWW) ayudaron a organizar a los mineros. La IWW, cuyos miembros son conocidos como Wobblies, se estableció en Chicago en 1905 en una reunión de socialistas y mineros del oeste de Estados Unidos.  La organización era un sindicato anticapitalista radical que defendía el sindicalismo industrial y el concepto de One Big Union.  Durante la siguiente década, el sindicato había establecido presencia en Minnesota, organizando un sindicato local de leñadores en Deer River en 1910 y participando en luchas por la libertad de expresión en Duluth y Mineápolis a principios de la década de 1910. Sin embargo, la disputa de los mineros había tomado por sorpresa al sindicato. A pesar de esto, poco después de su inicio, el IWW estableció un sindicato local en Virginia, una ciudad de poco más de 10.000 habitantes en el campo,  y ayudó a los mineros a coordinar acciones de huelga y redactar una lista de demandas para las compañías mineras. El sindicato local, Sindicato Industrial de Trabajadores de Minas Metálicas n.º 490, tenía su sede en el Salón Socialista Finlandés, una sala de reuniones para socialistas entre la comunidad de inmigrantes finlandeses de Virginia. Muchos finlandeses de la zona habían participado en la huelga y apoyaban los ideales socialistas y la IWW en particular, y en muchas de las ciudades a lo largo de Mesabi Range existían salas socialistas como la de Virginia, que servían como centros para la vida comunitaria. Durante este tiempo, el Local 490 estableció muchas sucursales en ciudades de toda la zona. Tras el final de la huelga, el Local 490 siguió siendo la organización IWW más grande en el norte de Minnesota, y alrededor de 2.000 de los 10.000 a 15.000 mineros que participaron en la huelga siguieron siendo miembros. El sindicato local estaba dirigido por el secretario-tesorero Charles Jacobson, un nativo de Virginia desde hace mucho tiempo que trabajaba como minero.

### Industria maderera en el norte de Minnesota

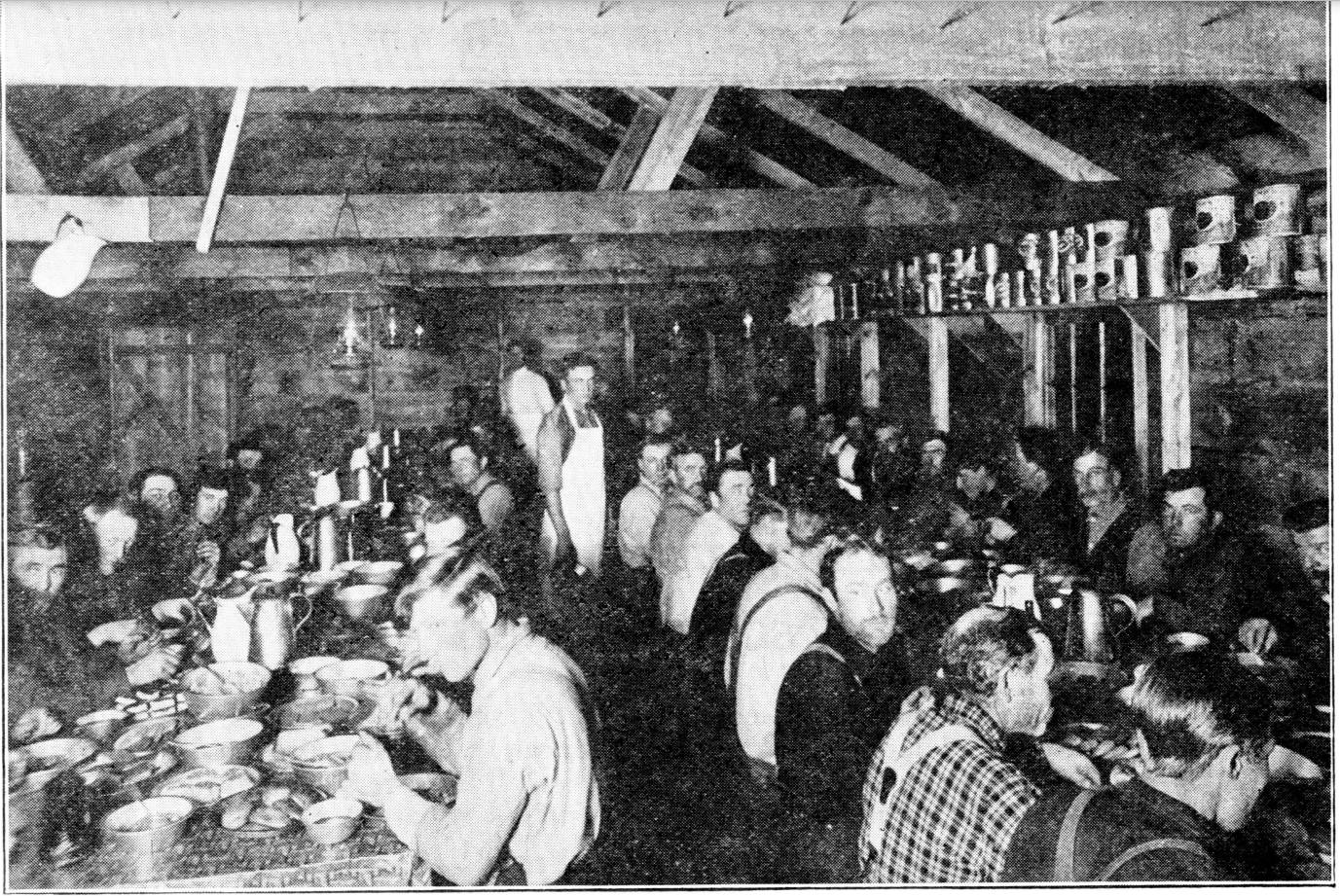
Leñadores en el comedor de un campamento maderero en el norte de Minnesota, c. 1917.

Con el colapso de la huelga de los mineros, muchos mineros pasaron a trabajar en la industria maderera de la zona.  Muchos trabajadores madereros de la zona también trabajaron en la minería durante los meses de verano,  y, a finales de 1916, un número significativo de leñadores habían estado involucrados en la huelga de los mineros y posteriormente fueron incluidos en la lista negra de esas empresas.  Durante sus primeros años, la IWW se había centrado en organizar a los trabajadores madereros principalmente en el oeste y el sur de Estados Unidos,  y habían tenido un éxito tremendo en el noroeste del Pacífico,  pero sólo habían logrado avances menores en la organización de la industria en Minnesota y la más amplia región de los Grandes Lagos.  Sin embargo, a partir de septiembre de 1916, el Local 490 comenzó a centrarse en organizar a los 1200 trabajadores de Virginia and Rainy Lake Lumber Company. La empresa era una konzern,  combinando las participaciones de la empresa Weyerhaeuser en el norte de Minnesota, las participaciones de Edward Hines Lumber Company en Minnesota y Wisconsin, y las instalaciones de procesamiento de Cook and O'Brien Company en Virginia. La planta de Virginia era en ese momento el mayor productor de madera de pino blanco del mundo, produciendo un promedio de 1 millón de pies tablares de madera por día.
Los trabajadores de las fábricas se mostraron receptivos a la organización laboral debido a las largas jornadas y los bajos salarios que recibían en el trabajo. En la planta de Virginia, los horarios de los trabajadores de la fábrica incluían jornadas de 12 horas y semanas de 7 días, con un salario medio por hora de entre 2,50 y 3 dólares (equivalente a entre 70 y 84 dólares actualmente). Estos trabajadores ganaban en promedio alrededor de un 25 por ciento menos que los trabajadores de las fábricas en el noroeste del Pacífico, que ya habían sido organizados en gran medida por la IWW, y su salario por hora era significativamente menor que el del trabajador promedio de Virginia durante este tiempo. En una semana de 84 horas, el trabajador promedio de una fábrica de Virginia y Rainy Lake ganaba aproximadamente lo que ganaba un trabajador promedio de Virginia con 50 a 54 horas de trabajo, y muchos trabajaban 6 días a la semana. Si bien hubo varias huelgas esporádicas e intentos de organización laboral a gran escala entre los trabajadores de las fábricas en la región de los Grandes Lagos desde finales del siglo XIX, como los esfuerzos de los Caballeros del Trabajo, la región permaneció relativamente desorganizada y con salarios más bajos que en otras regiones.

### Organizando esfuerzos entre leñadores
Como sindicato industrial, a diferencia de un sindicato artesanal, el IWW buscó organizar a todos los trabajadores de la industria maderera de la zona, que incluiría tanto a los trabajadores de las fábricas como a los leñadores. Los leñadores del norte de Minnesota trabajaban en malas condiciones y durante su empleo vivían en barracas propiedad de la empresa en campamentos madereros. El barracón típico medía 80 pies (24,4 m) por 30 pies (9,1 m) de superficie y albergaba entre 60 y 90 hombres.  Los leñadores compartían camas en estos espacios reducidos, que a menudo estaban infestados de piojos, y en 1914, investigadores del Departamento de Trabajo de Minnesota informaron que «las condiciones en las que se alojaba a los hombres... hacían imposible que los hombres mantuvieran sus cuerpos libres de alimañas». Además, las casas estaban mal ventiladas y aisladas, las instalaciones sanitarias en los campos eran a menudo extremadamente primitivas y no había instalaciones de primeros auxilios a pesar de la alta tasa de lesiones entre los leñadores. En 1914, dos investigadores estatales declararon en un informe después de visitar un campo: «Ambos lamentamos no tener la autoridad para ordenar a todos los hombres que salieran del campo y quemar el lugar hasta los cimientos». Los hombres trabajaban seis o siete días a la semana en los campamentos, aunque su aislamiento de muchos pueblos cercanos significaba que a menudo permanecían en sus campamentos incluso en sus días libres, y la típica temporada maderera duraba entre 3 y 6 meses.  Muchos ganaban entre 35 y 40 dólares al mes (equivalente a entre 980 y 1120 dólares actualmente). Estos campamentos tenían una tasa de rotación extremadamente alta, y Virginia and Rainy Lake Lumber Company empleaba a un total de 22 000 personas en puestos de leñadores en 1916, pero solo tenía alrededor de 2000 empleados a la vez. El trabajador promedio se fue después de 74 días, lo que resultó en un equipo completamente nuevo aproximadamente una vez al mes en muchos campamentos. Además, los residentes de la ciudad y otros miembros de la sociedad a menudo despreciaban a los leñadores, quienes los llamaban despectivamente «bestias de la madera». Los leñadores se sintieron atraídos por la IWW como una forma de mejorar tanto sus condiciones laborales como su posición en la sociedad. En muchas de las ciudades del norte de Minnesota, los leñadores eran bienvenidos en los salones del IWW, donde podían dormir, socializar y discutir planes de organización con otros.

#### Organización de Trabajadores Agrícolas
En 1915, se estableció una nueva rama de la IWW: la Organización de Trabajadores Agrícolas (AWO por sus siglas en inglés) n.º 400. La AWO se centró en organizar a los trabajadores de la industria agrícola en el Medio Oeste de los Estados Unidos, y lo hizo enviando «delegados de trabajo» para trabajar junto con otros trabajadores y presentándolos y organizándolos de forma encubierta. En 1916, debido a una serie de huelgas de pequeña escala pero efectivas y a un aumento de la demanda de cereales en Europa provocado por la Primera Guerra Mundial, la AWO ayudó con éxito a los trabajadores a conseguir salarios más altos y su membresía aumentó a unos 20 000 a finales de año. A finales de 1916, la AWO (que en ese momento tenía su sede en Hennepin Avenue en Minneapolis) envió delegados de trabajo a los campamentos madereros en el norte de Minnesota. Las oficinas del IWW en Bemidji sirvieron como sede local de la AWO para estos esfuerzos, mientras que otras oficinas del IWW en Duluth, Gemmell, Mineápolis y Virginia también ayudaron con la campaña. La AWO planeó que el esfuerzo de organización durara hasta 1917, momento en el que sintieron que tendrían suficiente apoyo entre los leñadores para convocar una huelga.

### Preludio a la huelga
Hasta finales de 1916, los organizadores del IWW discutieron las condiciones laborales y la organización con los trabajadores de las fábricas y comenzaron a planificar una huelga. Uno de los defensores más acérrimos de una huelga fue Jack «Timber Beast» Beaton, miembro de IWW y leñador de Wisconsin desde hace mucho tiempo. Beaton era un miembro destacado y popular del Local 490 debido a su ardiente oratoria y postura militante en cuestiones relacionadas con la huelga. Esto lo puso en desacuerdo con Jacobson y otros organizadores de la IWW, quienes eran más cautelosos ante las perspectivas de una huelga. En diciembre de 1916, las tensiones entre estas dos partes se exacerbaron después de que cinco organizadores del IWW de renombre nacional que habían sido arrestados durante la huelga de los mineros acusados de asesinato fueron liberados como parte de un acuerdo en el que varios miembros del sindicato de base fueron acusados de homicidio preterintencional. Algunos de los sindicalistas más militantes, como Beaton, vieron el acuerdo como una traición por parte de la IWW y, actuando sin la aprobación directa del sindicato nacional, comenzaron a prepararse para una huelga.

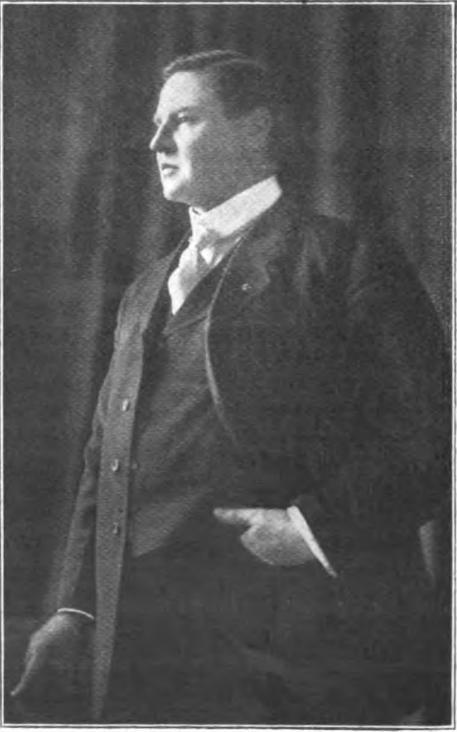
El secretario general-tesorero de la IWW, Bill Haywood (c. 1910) y otros funcionarios de la IWW se opusieron inicialmente a la huelga maderera.

El 24 de diciembre, varias docenas de trabajadores sindicalizados se reunieron con Beaton en el Salón Socialista Finlandés y redactaron una lista de demandas para presentar a los operadores de las fábricas. Las demandas incluían un aumento salarial fijo para todos los trabajadores de 25 centavos por día, turnos de ocho horas los domingos y sábados, el fin de los turnos de los domingos por la noche, cambios de turno cada semana y el fin de la supresión sindical.  Luego, los trabajadores eligieron un comité de seis personas para presentar estas demandas el 26 de diciembre, con fecha límite hasta el mediodía del 27 de diciembre  Jacobson se opuso a la idea y telegrafió al secretario general-tesorero de IWW, Bill Haywood, quien le dijo a Jacobson que «una huelga exitosa en este momento en las fábricas de Virginia sería inútil. Debe esperar hasta que esté mejor organizado. Continuar con el trabajo de organización». A pesar de esto, la reunión con la dirección de la fábrica transcurrió según lo previsto el 26 de diciembre y Jacobson aceptó a regañadientes sancionar oficialmente la posible huelga. Las demandas fueron presentadas a Chester R. Rogers, el superintendente de fabricación de la empresa, quien las rechazó. Durante su reunión, Beaton también afirmó que, si no se cumplían sus demandas, los leñadores también irían a la huelga en un acto de solidaridad, aunque Rogers descartó esa posibilidad. Poco después de la reunión, Rogers contrató a un gran número de guardias para el molino y solicitó al sheriff del condado de St. Louis, John R. Meining, que los sustituyera, lo cual hizo. Además, el sheriff Meining sustituyó a Rogers y lo puso a cargo de los guardias.
Como pasó el 27 de diciembre sin respuesta oficial de la empresa al mediodía, los trabajadores comenzaron a prepararse para la huelga. Esa noche, Beaton supervisó una reunión de unos 700 trabajadores en el Salón Socialista Finlandés, donde se aprobó una resolución de huelga. Al mismo tiempo, Beaton y Jacobson organizaron un «escuadrón volador» de aproximadamente una docena de hombres para ir a los campamentos madereros de toda el área para difundir la huelga entre los delegados laborales de AWO y convencer a los leñadores de que también dejaran de trabajar. Los organizadores del IWW habían trabajado con personas que estaban familiarizadas con las condiciones de los campamentos madereros y también habían creado una lista de demandas para los leñadores, que incluía no discriminación contra los miembros del sindicato, una jornada laboral de 9 horas y un aumento salarial de 10 dólares al mes (equivalente a 280 dólares actualmente), un salario mínimo de $40 mensuales (equivalente a $1100 actualmente), salarios negociables, mejor alimentación y mejores instalaciones para dormir, sanitarios y de limpieza. Tres leñadores de cada campo debían presentar estas demandas al capataz del campo. Las demandas tanto de los trabajadores del molino como de los leñadores estipulaban que ambos grupos permanecerían en huelga hasta que ambos conjuntos de demandas fueran satisfechos.

## Curso de la huelga

### Acciones de huelga tempranas
En la mañana del 28 de diciembre, varios cientos de huelguistas comenzaron aformar piquetes frente a las puertas principales de la planta de Virginia and Rainy Lake Lumber Company en Virginia. El número total de trabajadores en huelga constituía la mayoría de los 1200 trabajadores y puede haber llegado a 1000. Como resultado, uno de los dos aserraderos de la planta cerró, mientras que el otro siguió funcionando sólo de forma esporádica y reducida. Ese mismo día, los hombres del escuadrón volador abandonaron Virginia en ruta a International Falls para intentar reclutar a los leñadores, y muchos de los campamentos se encontraban entre estas dos ciudades a lo largo de los ferrocarriles madereros. Mientras tanto, otro grupo fue enviado desde Bemidji a International Falls para reclutar leñadores en los campamentos operados por International Lumber Company. Al mismo tiempo, Beaton dejó Virginia para ir a Wisconsin, un estado donde anteriormente había trabajado en la organización laboral, donde esperaba reclutar más leñadores para ir a la huelga y posiblemente conducir a una huelga general de la industria maderera en la región.
Los escuadrones voladores instaron a los leñadores a comenzar sus huelgas con un abandono laboral el 1 de enero de 1917.  Cuando los organizadores de AWO comenzaron a generar apoyo para la huelga, los capataces del campo notificaron a los funcionarios de la compañía, quienes a su vez notificaron a los alguaciles y solicitaron ayudantes, aunque no pudieron enviar hombres antes del 1 de enero Después de varios días de reunir apoyo para la huelga, el 1 de enero, alrededor de 1000 leñadores abandonaron sus campamentos, y alrededor de 1000 más se unieron a la huelga al día siguiente y más durante el resto de la semana. De los leñadores, más de 1000 procedían de 6 campamentos operados por Virginia and Rainy Lake Lumber Company, mientras que otros 1000 procedían de 9 campamentos operados por International Lumber. Las cifras exactas sobre el número total de leñadores involucrados en la huelga son difíciles de fundamentar, aunque el IWW informó en ese momento que alrededor de 4000 estaban involucrados. Los hombres abordaron trenes a lo largo de las vías madereras y viajaron a pueblos cercanos, como Bemidji, Gemmell, International Falls y Virginia. La mayoría de los campos afectados estaban ubicados en los condados de St. Louis y Koochiching. Además de los aproximadamente 1000 trabajadores de las fábricas de Virginia y los 2000 leñadores mencionados anteriormente, varias fábricas más pequeñas y operaciones madereras independientes, como la Backus-Brooks Company, se vieron afectadas por la huelga, y el aserradero de International Lumber en International Falls se vio afectado por una huelga. Paro parcial de los trabajadores del molino. Tanto Virginia como Rainy Lake e International Lumber se vieron obligadas a cesar las operaciones madereras durante los primeros días de la huelga, y si bien la industria maderera en general en el norte de Minnesota se vio muy afectada, la industria en el centro de Minnesota estuvo relativamente tranquila por la huelga. Los periódicos locales fueron muy críticos con la huelga y con la IWW en particular, el Daily Virginian calificó las acciones de los Wobblies como un «reino del terrorismo» y el Minneapolis Tribune informó sobre presuntos actos criminales cometidos por los Wobblies, como envenenar pozos y lisiar caballos.

### Respuesta de las fuerzas del orden a la huelga
Durante la primera parte de la huelga, Rogers se puso en contacto con otros aserraderos de la zona y pudo reunir suficientes trabajadores de reemplazo para mantener uno de sus aserraderos en funcionamiento durante la huelga. Si bien la planta de Virginia y Rainy Lake estaba ubicada dentro de los límites de la ciudad de Virginia y, por lo tanto, fuera de la jurisdicción de los ayudantes de Rogers, el departamento de policía de Virginia cooperó con Rogers y ayudó a dispersar grandes multitudes de manifestantes lejos de las puertas de la planta. El primer día de la huelga, los piquetes fueron desplazados a un área a tres manzanas de la planta, y la policía arrestó a seis manifestantes por distribuir volantes. Al día siguiente, después de que un tribunal notificara a la policía que no existía ninguna ley contra la distribución de folletos, el ayuntamiento de Virginia aprobó una ordenanza que prohibía la distribución de cualquier folleto que tuviera una «apariencia desagradable». Durante los días siguientes, la policía realizó muchos más arrestos, incluidos seis líderes del IWW por alterar el orden público, intimidar a rompehuelgas y distribuir literatura del IWW. En un caso, a dos de los hombres se les impuso una multa de 100 dólares (equivalente a 2400 dólares actualmente) o 60 días de trabajos forzados por alterar el orden público utilizando la palabra scab («esquirol»). El 1 de enero, 53 hombres fueron arrestados en un campamento cerca de Cusson, Minnesota, por supuestamente tomar el control de un barracón allí, mientras que un grupo de 40 manifestantes fueron arrestados a mediados de enero por distribuir folletos afuera de la oficina de empleo de la compañía Virginia and Rainy Lake en Duluth. Durante el transcurso de la huelga, los alguaciles de los condados de St. Louis, Koochiching, Beltrami, Carlton e Itasca designaron a cientos de personas para evitar que la huelga se extendiera. En muchos casos, a estos diputados se les pagaba 2 dólares por día (equivalente a 48 dólares actualmente) por los departamentos del sheriff y otros $3 por día (equivalente a $71 actualmente) por parte de las empresas madereras a las que ayudaban, además de recibir alojamiento y comida. En el condado de Koochiching, la opinión pública contra las empresas madereras era tan negativa que el sheriff tuvo que transportar a personas del área metropolitana de Minneapolis-Saint Paul para ser suplentes, entre los que se encontraban dos espías encubiertos de la oficina de Minneapolis del IWW.
En el condado de Koochiching, el sheriff dirigió una redada en la sede del IWW en Gemmell, arrestó a muchos de los líderes y les dijo a los leñadores en huelga que regresaran a trabajar o abandonaran la ciudad. Si bien los dirigentes fueron liberados una semana después por falta de cargos contra ellos, la redada tuvo el efecto de dispersar a los huelguistas e interrumpir la huelga en el condado. Arrestos similares de líderes del IWW en otras partes del estado dañaron aún más la huelga, y los municipios locales comenzaron a aprobar leyes dirigidas específicamente a los huelguistas y prohibiendo a los miembros del IWW. En la ciudad minera de Eveleth, el gobierno de la ciudad prohibió rotundamente a los miembros del IWW la entrada a la ciudad y ordenó a todos los miembros activos que se fueran o enfrentarían arresto. El 2 de enero, Virginia aprobó una ley similar que ordenaba a todos los wobblies abandonar la ciudad antes de las 4 de la tarde del día siguiente o enfrentarse a un arresto. Ante la perspectiva de ser arrestados, muchos leñadores de la ciudad se marcharon ese día, partiendo en tren hacia Duluth o Minneapolis-Saint Paul, y algunos otros abandonaron Minnesota por completo. De los restantes miembros del IWW que se quedaron, muchos fueron arrestados y se les dio a elegir entre abandonar la ciudad o pagar una multa de 100 dólares (equivalente a 2400 dólares actualmente), y muchos eligieron lo primero. El 4 de enero, Jacobson fue arrestado y su sucesor también fue arrestado el 15 de enero  Al día siguiente, Beaton fue arrestado en Park Falls, Wisconsin, por un cargo de portación oculta de arma. A nivel estatal, el gobernador de Minnesota, Joseph A. A. Burnquist, se puso del lado de las autoridades locales y de las empresas madereras al ordenar que los arrestados acusados de disturbios durante la huelga fueran acusados en Duluth en lugar de en la ciudad en la que supuestamente tuvo lugar el delito. Si bien muchos periódicos continuaron escribiendo aprobando las acciones tomadas por las fuerzas del orden, el Saint Paul Dispatch fue uno de los únicos en la región que criticó las acciones contra la IWW como inconstitucionales.

### Fin de la huelga
Una semana después del inicio de la huelga, varios campamentos madereros comenzaron a reanudar sus operaciones con una producción reducida. Muchos huelguistas lucharon por subsistir con el pequeño pago de huelga ofrecido por la IWW, y muchos comenzaron a encontrar trabajo en otros lugares a medida que continuaba el conflicto laboral. Para la última semana de enero, muchos trabajadores de las fábricas habían regresado a sus trabajos y, aunque los leñadores aguantaron más, las operaciones madereras volvieron a los niveles previos a la huelga a principios de febrero. El 1 de febrero, lo que quedaba de la dirección del IWW en el norte de Minnesota se reunió en Duluth y anunció oficialmente el fin de la huelga.

## Secuelas
Al analizar la huelga en un artículo de una revista de 1950, el historiador George B. Engberg la llama «una de las huelgas más graves que jamás haya experimentado la industria maderera del norte de Minnesota». Si bien la huelga fue principalmente un fracaso para la IWW, el Local 490 pudo reclamar una victoria parcial basada en la mejora de las condiciones para los leñadores en los campamentos madereros. International Lumber compró mantas nuevas para los barracones y aumentó ligeramente el salario base de los leñadores, mientras que Virginia y Rainy Lake gastaron un 20 por ciento más en alimentos para los leñadores durante el año siguiente a la huelga. Mientras los leñadores exigían un salario mínimo de $40 mensuales (equivalente a $950 actualmente), las empresas instituyeron en cambio un salario mínimo mensual de $45 (equivalente a $1070 actualmente). Sin embargo, la presencia del IWW en Mesabi Range fue prácticamente destruida por el ataque cuando las operaciones del Local 490 fueron suprimidas por las fuerzas del orden. A partir de enero de 1917, la Legislatura de Minnesota comenzó a celebrar audiencias sobre las actividades del IWW en el estado, invitando a muchos industriales mineros y madereros, activistas laborales y líderes del IWW como Joseph James Ettor a dar testimonio. Según el académico Ahmed White en un libro de 2022, estas audiencias demostraron que la IWW no había participado en actividades violentas en el tiempo anterior a las acciones de huelga y expusieron la corrupción y el uso de la violencia por parte de las empresas madereras y mineras y de los funcionarios públicos locales. El informe sobre las audiencias también destacó las malas condiciones laborales que experimentan los mineros y leñadores, pero ofreció poco para abordar estas cuestiones.

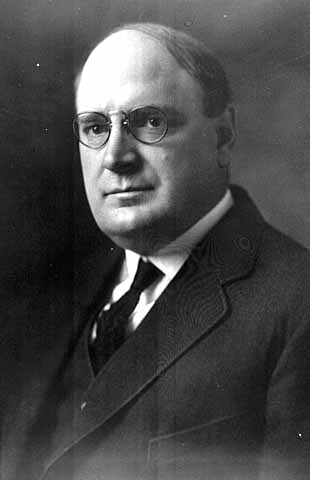
Después de la huelga, el gobernador de Minnesota, Joseph A. A. Burnquist (1922), promulgó una ley de sindicalismo criminal dirigida a la IWW.

Si bien la IWW tenía planes de lanzar otra campaña de organización entre la industria minera y maderera de la zona, la participación de los Estados Unidos en la Primera Guerra Mundial agrió estos planes. En marzo de 1917, un senador estatal de Minnesota de International Falls propuso un proyecto de ley sobre sindicalismo criminal, y después de ser aprobado tanto en el Senado como en la Cámara de Representantes estatales con sólo un voto en contra en ambas cámaras (ambos emitidos por socialistas), el proyecto de ley fue promulgado por el gobernador Burnquist en abril. Minnesota fue uno de varios estados y territorios de EE. UU. que aprobaron leyes de sindicalismo criminal dirigidas principalmente a la IWW en esta época, y en septiembre de 1917, Jesse Dunning, exsecretario de la oficina local de la IWW en Bemidji, se convirtió en la primera persona en los Estados Unidos. Estados que serán condenados en virtud de dicha ley. Ese mismo mes, agentes del Departamento de Justicia de los Estados Unidos lanzaron varias redadas en las oficinas del IWW, incluidas las de Duluth, Minneapolis y otras ciudades de Mesabi Range, para reunir pruebas que pudieran utilizar contra la organización. A pesar de esto, la IWW mantuvo una presencia en el área hasta 1920, pero para entonces, su poder prácticamente se había roto. Además, durante la Primera Guerra Mundial, la Comisión de Seguridad Pública de Minnesota, una comisión gubernamental establecida en 1917 con amplios poderes para garantizar la seguridad pública durante la guerra, se había infiltrado en la organización y logró dañarla desde adentro. Las agencias encargadas de hacer cumplir la ley en el estado utilizaron posteriormente técnicas similares que habían aplicado a la IWW para atacar a los disidentes de guerra y pacifistas, así como a otros grupos de izquierda como la Liga No Partidista. A lo largo de las décadas de 1920 y 1930, las actividades laborales organizadas en el norte de Minnesota fueron impulsadas principalmente por los sindicatos afiliados a la Federación Estadounidense del Trabajo y el Comité de Organización Industrial. Al analizar el impacto de la huelga en un artículo de 1971, el historiador John E. Haynes escribió que «la resolución de esa huelga ayudó a redefinir los límites de la disidencia política y económica permisible en Minnesota, prácticamente borró el espectro de una fuerte influencia de la IWW en la zona del hierro, y sirvió como precedente para el trato que el Estado dio a los disidentes durante la Primera Guerra Mundial».

## Lectura adicional
- Kaunonen, Gary (2017). Flames of Discontent: The 1916 Minnesota Iron Ore Strike (en inglés). Mineápolis: University of Minnesota Press. ISBN 978-1-4529-5579-7. doi:10.5749/j.ctt1pwt6v6.

- Datos: Q117021134